# برايان كار
برايان كار (مواليد 20 يونيو 1969) هو ملاكم من المملكة المتحدة، مثّل بلاده في الألعاب الأولمبية الصيفية 1992.

## روابط خارجية
برايان كار على موقع بوكس ريك (الإنجليزية) (registration required)
- برايان كار على موقع أوليمبيديا (الإنجليزية)
- برايان كار على موقع اتحاد ألعاب الكومنولث (مؤرشف) (الإنجليزية)